# Guard Glacier
Guard Glacier är en glaciär i Antarktis. Den ligger i Västantarktis. Argentina, Chile och Storbritannien gör anspråk på området. Guard Glacier ligger 745 meter över havet.
Terrängen runt Guard Glacier är kuperad.  Trakten är obefolkad. Det finns inga samhällen i närheten.